# Gabay
Pour les articles homonymes, voir Gabay (homonymie).
Gabay est une localité du Cameroun située dans la commune de Moutourwa, le département du Mayo-Kani et la Région de l'Extrême-Nord, à 3,5 km au sud de l'aéroport international de  Maroua Salak, à proximité de la frontière avec le Tchad.

## Localisation
Gabay est localisée à 10°25'38.7" Nord de latitude et 14°16'16.2" Est de longitude.